# Peter Pearson
Peter Pearson, né le 18 octobre 1995 à Virginia Beach aux États-Unis, est un footballeur international saint-lucien jouant au poste de milieu défensif.

## Biographie

### En club
Pearson signe son premier contrat professionnel en janvier 2019 avec le South Georgia Tormenta, qui évolue en USL League One. Son seul match avec l'équipe a eu lieu lors du premier tour de la Lamar Hunt U.S. Open Cup 2019, où le South Georgia Tormenta s'incline un but à zéro face au Greenville Triumph.
En janvier 2020, Pearson rejoint Oakland Roots en National Independent Soccer Association.
Pearson signe avec le North Carolina FC, club de l'USL League One, le 17 février 2021.
Le 28 janvier 2022, Pearson signe avec Jimmy Filerman au Greenville Triumph. Après la saison 2022, son option de contrat est refusée par Greenville.

### En sélection
En juin 2022, Pearson est appelé en équipe de Sainte-Lucie pour les matchs de Ligue C de la Ligue des nations de la CONCACAF 2022-2023 contre la Dominique et Anguilla.
En 9 juin 2022, il joue sa première rencontre en sélection face à la Dominique lors d'un match amical. Son équipe s'impose un but à zéro.